# Federação Alemã de Handebol
A Federação Alemã de Handebol (DHB) é uma associação de Handebol regionais e nacionais da Alemanha. Com atualmente cerca de 830.000 membros em 4.500 clubes com 30.000 equipes, A DHB é a maior federação de handebol do mundo. Ela foi fundada em primeiro Outubro em 1949 em Mülheim an der Ruhr. A DHB é um associação sem fins lucrativos, com sede em Dortmund . Seus membros plenos são três associações regionais e 22 associações nacionais.
A DHB organiza o Handball Bundesliga (HBL) e a supervisão dos campeonatos nacionais de andebol e os participantes (jogadores, dirigentes, árbitros, etc.) Sala especial nas atividades retoma a preparação e supervisão das várias equipas nacionais de todas as idades. A DHB também segue as regulamentações propostas pela  Federação Internacional de Handebol  (IHF) que são obrigatórias para todas as equipes alemãs. Em 1991, a DHB  lançou a empresa de marketing Handball Marketing Company (HMG), para cuidar visibilidade profissional da marca handebol no pais e proprietária exclusiva dos direitos comerciais de todos os produtos DHB, tais como as equipas nacionais, os árbitros, a primeira e segunda divisão alemã de handebol, eventos importantes, etc

## História
Em 1 Outubro 1949 reuniram-se 46 delegados (presidentes de equipes) no salão de cidade em Mülheim an der Ruhr e foi fundado a DHB. Willi Tom Thumb foi eleito o primeiro presidente.

## Competições

### Nacional competições
Os seguintes competições nacionais são realizadas sob a égide da DHB:
- Campeonato Alemão de Handebol
- Copa da Alemanha de Handebol

### Campeonato Alemão de Handebol
O Campeonato Alemão, tanto no masculino e handebol feminino é o campeonato nacional mais importante. Campeonato dos Homens é jogado desde 1949. Titular do primeiro título foi o Hamburgo Polizei Sports Association , é o mais bem sucedido clube THW Kiel . Para as mulheres, o campeonato é disputado desde 1951. Primeiro vencedor do título foi KWU Weimar , o mais bem sucedido é o HC Leipzig .

### Copa da Alemanha de Handebol
Os Homens da Copa DHB jogado fora desde 1975. Titular do primeiro título foi o GWD Miden , detentor do título de registro é o THW Kiel .
A Copa DHB Mulher é jogado desde 1975. Titular do primeiro título foi o TSV GutsMuths Berlin , detentor do título de registro é o TSV Bayer 04 Leverkusen .

## Organização e Estrutura

### Membros

#### Associações Regionais
As três associações regionais seguintes são membros da DHB como:
1. Norddeutscher Handball-Verband (NHV)
2. Süddeutscher Handball-Verband (SHV)
3. Westdeutscher Handball-Verband (WHV)

#### Associações Nacionais
As 22 associações nacionais que se seguem são membros da DHB como:
1. Bremer Handballverband (BHV)
2. Handballverband Niedersachsen (HVN)
3. Handball-Verband Sachsen-Anhalt (HVSA)
4. Handball-Verband Berlin (HVB)
5. Handball-Verband Brandenburg (HVB)
6. Hamburger Handball-Verband (HHV)
7. Handball-Verband Mecklenburg Vorpommern (HVMV)
8. Handballverband Schleswig-Holstein (HVSH)
9. Badischer Handball-Verband (BHV)
10. Bayerischer Handball-Verband (BHV)
11. Handball-Verband Sachsen (HVS)
12. Südbadischer Handball-Verband (SHV)
13. Handballverband Württemberg (HVW)
14. Hessischer Handballverband (HHV)
15. Pfälzer Handball-Verband (PfHV)
16. Handball-Verband Rheinhessen (HVR)
17. Handball-Verband Saar (HVS)
18. Thüringer Handball-Verband (THV)
19. Handball-Verband Rheinland (HVR)
20. Handball-Verband Mittelrhein (HVM)
21. Handball-Verband Niederrhein (HVN)
22. Handball-Verband Westfalen (HV Westfalen)

#### Jogadores notáveis
As pessoas que tenham contribuído de forma notável para o esporte de handebol ou para a DHB podem ser nomeados a pedido da Secretaria-Geral da Ehrenmitglidern. Eles têm um assento de honra no Bundestag handebol..

### Presidentes
- Willi Daume (1949–1955)
- Ernst Feick (1955–1966)
- Otto Seeber (1966–1972)
- Bernhard Thiele (1972–1989)
- Hans-Jürgen Hinrichs (1989–1993)
- Bernd Steinhauser (1993–1998)
- Ulrich Strombach (1998-Atual)